# Мансур ибн Мукрин Аль Сауд
Мансур ибн Мукрин Аль Сауд (араб. منصور بن مقرن بن عبد العزيز آل سعود‎; 1974 — 5 ноября 2017) — саудовский принц, был заместителем губернатора Асира (2013—2017) и советником кронпринца (2015—2017).

## Биография
Мансур ибн Мукрин Аль Сауд родился в 1974 году в семье принца Мукрина и его супруги Абты бинт Хамуд Аль Рашид.
В 2013 году Мансур ибн Мукрин был назначен заместителем губернатора Асир, с 22 апреля 2015 года получил вторую должность, как советник наследного принца, при этом совмещал обе должности. Помимо государственной службы занимался бизнесом:был партнёром Итана Аллена по саудовской франшизе и заместителем председателя Фонда Аль-Баян, который занимается строительством высших учебных заведений на территории страны.
Погиб 5 ноября 2017 года в результате крушения вертолёта, около города Абхи, вместе с ним погибли 7 чиновников. Обстоятельства гибели принца неизвестны, по некоторым данным, избегая ареста, принц пытался сбежать за границу.